# Portobello (album)
Portobello è il primo album in studio del gruppo musicale italiano Loy e Altomare, pubblicato nel 1973 dalla CBS.

## Il disco
La coppia, composta da Francesco "Checco" Loy (voce, chitarra acustica ed elettrica) e Massimo Altomare (voce e chitarra acustica) si formò negli anni settanta, dopo essersi conosciuti durante un soggiorno londinese.
La canzone Checco e Massimo racconta il loro incontro. I due sono anche gli autori di tutti i brani. Tra i musicisti che collaborano al disco, da segnalare Ruggero Stefani, batterista degli Alunni del sole.
Dall'album venne tratto un 45 giri contenente Insieme a me tutto il giorno come lato A ed Il matto come lato B.

## Tracce

### Lato A
1. Checco e Massimo
2. Un ubriaco
3. Zia Campagna
4. Il saggio, il fiume e il monte

### Lato B
1. Insieme a me tutto il giorno
2. La corte dei miracoli
3. Topi
4. Il matto
5. Un bambino dentro l'acqua
6. Checco e Massimo 2 (brano strumentale)

## Formazione
- Massimo Altomare - voce, chitarra acustica
- Checco Loy - chitarra elettrica, cori
- Luciano Ferone - armonica, chitarra acustica in 1-3-4-7
- Romeo Piccino - chitarra acustica in 3-8
- Claudia Barbera - basso
- Ruggero Stefani - batteria, percussioni

## Altri collaboratori
- Claudio Gizzi - arrangiamento archi e legni, assistenza musicale
- Gaetano Vituzzi - tecnico della registrazione
- Adriano Fabi - produttore
- Astarot - copertina

La registrazione è stata effettuata negli studi "Titania" a Roma nel marzo 1973.
L'album è stato dedicato a Paola Baldi ed Anna Donati.